# Capella de Sant Miquel d'Ordeig
Sant Miquel és una església al lloc de Sant Miquel d'Ordeig a l'esquerra de la Riera de Talamanca a un parell de quilòmetres vers ponent de la població de Vinyoles d'Orís.

## Història

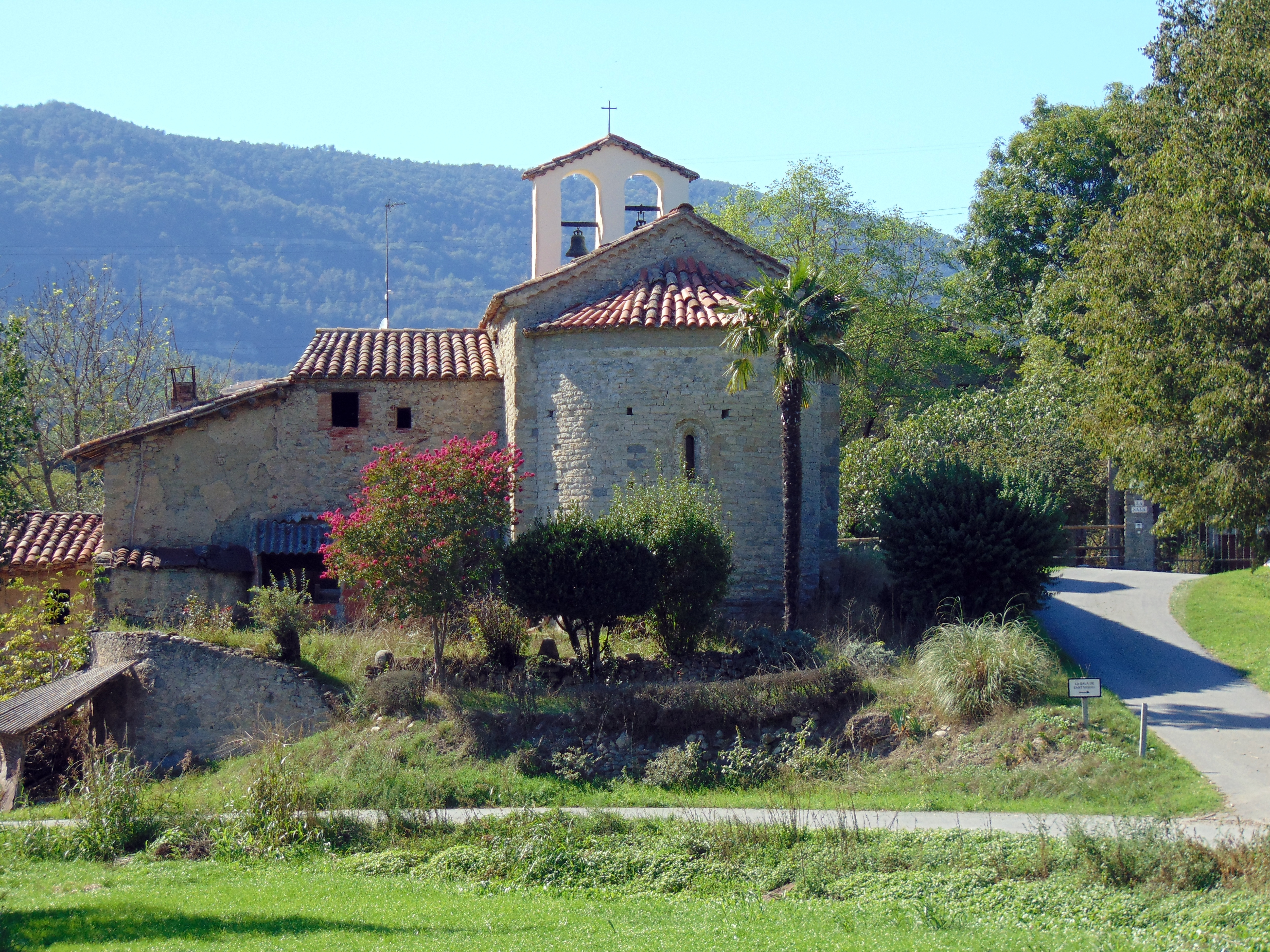

Aquesta església es trobava dins l'antic terme del castell de Voltregà, al lloc d'Ordeig, punt d'intensa població rural. Això motivà que l'església tingués funcions parroquials que perdé per esdevenir sufragània de la parròquia de Vinyoles d'Orís. La seva dependència passà al monestir de Santa Maria d'Amer, al qual pertangué fins a l'exclaustració. El castell de Voltregà comença a aparèixer en la documentació el 902. Les primeres notícies de Sant Miquel d'Ordeig es remunten a l'any 975 i apareix com a «Villa Ordege». El 1059, el noble Miró Foguet, que més tard seria senyor del castell de Voltregà, donà l'església de Sant Miquel amb el domini de la quadra d'Ordeig al monestir d'Amer, cessió confirmada el 1077 pel mateix Amer. Els monjos del monestir d'Amer feren reedificar l'església que fou consagrada l'any 1104 pel bisbe de Vic, Arnau de Malla. Ja abans de 1154, Sant Miquel tenia funcions de parròquia situació de la qual encara gaudia l'any 1330. Segurament perdé aquesta condició a causa de despoblament de la pesta negra del 1348 doncs en la relació feta pel cardenal de Bolonya l'any 1361 ja no apareix entre les parròquies relacionades.
L'any 1618 es construí un portal nou de ponent, se suprimí la porta de migdia i s'alçà un campanar. El 1654, els saqueigs de les tropes franceses provocaren una destrucció quasi total del temple i el seu arxiu. Es cremà un retaule gòtic que el 1460 havia pintat el mestre barceloní Jaume Mesqueró. El 1724 es feu un altar nou, destruït el 1936. El 1978 fou restaurada.

## Arquitectura
Nau rectangular molt llarga, capçada a llevant per un absis semicircular que s'hi obre mitjançant un simple plec i coberta per una volta de canó de perfil apuntat, reforçada per un arc toral situat molt a la vora de l'absis. La porta original s'obria a migjorn però fou substituïda per una nova porta de tipus barroc construïda a la façana de ponent l'any 1618 junt amb el campanar d'espadanya de dos ulls. A l'absis hi ha una petita finestra de doble esqueixada que per la cara exterior forma una arquivolta. Exteriorment tot l'edifici és arrebossat, sense ornamentació llevat de la porta barroca i un senzill ràfec a l'absis. A l'interior l'aparell és de carreuons simplement escairats, disposats en filades uniformes i regulars i agafats amb argamassa. L'estructura de la volta s'adiu als modes de construcció del segle xii, coexistint amb una estructura de murs encara dins la tradició constructiva del segle xi.